# Константин Бранковеану
Константин Бранковеану или Константин Бранковић (1654, Влашка — 26. август 1714, Цариград) — велики логотет, владар Влашке (1688—1714). Син војводе Матеја Бранковеануа (Басараб) из породице Крајовеску и Станке Кантакузин, сестрић и наследник влашког владара војводе Шербана Кантакузина. Био је ожењен Мариком, ћерком владара Антонија Попестија (1669-1672). Светитељ Румунске и Руске православне цркве са статусом мученика.

## Биографија и политика
У октобру 1688. године, након смрти свог ујака војводе Шербана Кантакузина, Константина је на престо уздигла породица Кантакузин. Преместио је главни град државе из Трговишта у Букурешт и покренуо опсежну грађевинску делатност на својим поседима. Палата Могосоаја и неколико манастира (укључујући и манастир Хорезу) које је он саградио направљени су у по њему названом Бранкованском стилу. Допринео је образовању својих поданика, подстицао писање летописа, отворио четири штампарије, као и школе.
У првим годинама своје владавине уживао је подршку бојарске странке Кантакузин. Столник Константин II Кантакузин је био његов саветник за спољне послове и шеф канцеларије. Преостали чланови породице Кантакузини били су део Господарског већа и командовали су влашком војском.
Био је принуђено да плаћа харач Високој порти дупло већи него раније, а заузврат је од турског султана добио право на доживотну власт и претвори је у наследну. Због тога је 1703. године ушао у сукоб са моћном бојарском породицом Кантакузин.
Константин II, у почетку није подржавао ердељског принца Ференца Ракоција, који се побунио против Хабзбурга, али је након погоршања односа са Аустријом почео да подржава ердељске побуњенике. Одржавао је добре односе са молдавским владаром кнезом Константином Дуком (1693-1695, 1700-1703), који се оженио његовом ћерком Маријом. Међутим, имао је затегнуте односе са владаром Молдавије, кнезом Константином Кантемиром (1685-1693) и његовим синовима кнезом Антиохом (1695-1700) и кнезом Димитријем (1710-1711).
Политички, је морао да маневрише између Високе Порте, Хабзбурга и растуће Русије. Године 1689. аустријске трупе су ушле у Влашку и заузеле Букурешт. Војвода Константин се обратио Турцима и кримским Татарима за помоћ. У помоћ влашком владару стигле су турско-татарске и молдавске трупе. У августу 1689. године, заједно са својим савезницима, војвода Константин  је учествовао у бици код Зирнешта, где је аустријска војска поражена. Аустријски командант генерал Донат Гајслер је том приликом заробљен.
Од 1703. године, Константин је одржавао сталне политичке односе са царем Петром I и тајно је добио орден Светог Андреја Првозваног за своје проруске симпатије. Током Прутског похода, међутим, заузео је став чекања, делом због тешких односа са молдавским владаром кнезом Димитријем Кантемиром. Његов однос са породицом Кантакузин се погоршао. Влашки владар је наредио конфискацију имовине бојара Томе Кантакузина и његових присталица, који су побегли у Русију.
У марту 1714. године турски султан Ахмед III га је уклонио са престола и позвао у Истанбул, где је војвода Константин мучен на смрт, а његови синови Константин, Стефан, Раду и Матеј су посечени, након чега су њихове главе ношене улицама, турске престонице.
Из тог разлога, Румунска православна црква га је 1992. године канонизовала као страдалог владара. Дана 7. марта 2018. године, одлуком Светог Синода Руске православне цркве, уврштен је у месечник Руске православне цркве.

### Долазак на власт
Потомак бојарске породице Крајовешти и наследник знатног дела богатства Матеја Басараба преко деде Преде Бранковеану, рођен је на имању Бранковени и одрастао у кући свог ујака, столника Константина II Кантакузина. Попео се на престо после смрти свог ујака, војводе Шербана Кантакузина. У почетку су га подржавали његови ујаци Константин II и Михај Кантакузин, али је током своје владавине постајао све независнији од њих. Константин II Кантакузин се повукао на једно од својих имања и почео да се залаже за кандидатуру свог сина Стефана на престо.

### Политика
Војвода Константин је предузео кораке у преговорима о анти-османским савезима прво са Хабзбуршком монархијом, а затим и са Русијом цара Петра I Великог (види Руско-турски рат, 1710-1711. године): након руске интервенције у Молдавији 1710. године, војвода Константин је контактирао цара Петра I и примио поклоне од главног ривала Молдавије, кнеза Димитрија Кантамира (молдавског кнеза), савезник Руса) спречио одлучнији политички потез. Уместо тога, Бранковеану је окупио влашке трупе у Урлакију, близу молдавске границе, чекајући да руске трупе упадну у његову земљу и понуде своје услуге цару Петру I, а такође се спремао да се придружи османској контраофанзиви у случају промене среће. Када је неколико његових бојара побегло у руски логор, војвода Константин је видео да је приморан да одлучи у корист Османлија или ризикује да постане непријатељ свог османског сизерена, и брзо је вратио поклоне које је добио од Руса.

### Хапшење и погубљење
Таква политика је на крају била пријављена Порти. Султан Ахмед III је свргнуо војводу Константина Бранковеануа са престола и одвео га у Истанбул, где је 1714. године, био затворен у тврђави Једикуле (Седам кула). Тамо су га мучили Османлије, који су се надали да ће лоцирати огромно богатство које је наводно стекао. Он и његова четири сина су истог дана у августу посечени заједно са верним пријатељем војводе Константина, великим благајником Јаначеом Вачарескуом. Што је најважније, од војводе Константина и његових синова затражено је да се одрекну хришћанства и придруже исламској вери, чиме би избегли погубљење. Одлучили су да задрже своју хришћанску веру.
Према речима његовог секретара Антона Марије Дел Кјароа, њихове главе су потом ношене по улицама Истанбула, што је била епизода која је изазвала велике немире у граду. Плашећи се побуне, укључујући и муслиманско становништво које је било огорчено неправдом учињеном војводи Константину, његовим синовима и његовом блиском пријатељу, наређено је да се тела баце у Босфор. Хришћански рибари су извадили тела из воде и сахранили их у манастиру Халчи, у близини града.

### Смрт и канонизација у Православљу
Околности и чињенице Константинове смрти су забележене у историји, а његову канонизацију признају све источне православне цркве.
Дана 15. августа 1714. године, на празник Успења Пресвете Богородице, када је Константин Бранковеану такође славио свој 60. рођендан, он и његова четири сина и бојарин Јанак Вачареску изведени су пред турског султана Ахмеда III. Присутни су били и дипломатски представници Аустрије, Русије, Француске и Енглеске. Након што му је заплењено целокупно богатство, у замену за живот његове породице замољено је да се одрекне православне вере. Наводно је рекао: „Гле, све моје богатство и све што сам имао, изгубио сам! Не губимо душе. Буди храбар и мужеван, драги мој! Игнориши смрт. Погледај колико је Христос, наш Спаситељ, претрпео за нас и каквом срамном смрћу умре. После тога, његова четири сина, Константин, Стефан, Раду и Матеј и саветник Јанах су посечени пред њиховим оцем.
Прича се и да се најмлађе дете Матеј (12 година) толико уплашило када је видео крвопролиће и главе своја три брата да је заплакао и тражио од оца да му дозволи да се одрекне хришћанства и пређе на ислам. У том тренутку, Константин Бранковеану је рекао: „Нико од наше врсте није изгубио веру. Боље је умрети хиљаду пута него напустити своју древну веру само да би живео још неколико година на земљи.“ Матеј је саслушао и понудио главу. Након што је и сам Константин Бранковеану обезглављен, њихове главе су набијене на копља и изложене у поворци. Њихова тела су остављена пред капијом и касније бачена у воде Босфора.

## Културни допринос
Бранковеану је био велики покровитељ културе, његова достигнућа су део румунске и светске културне баштине. За време његове владавине, многи текстови на румунском, грчком, бугарском, арапском, турском и грузијском штампани су након што је основана штампарија у Букурешту - институција коју је надгледао Антим Иверски. Године 1694. основао је Краљевску академију у Букурешту.
У својим религиозним и лаичким конструкцијама, Бранковеану је у архитектури складно комбиновао зидно и скулптурално сликарство, локалну традицију, неовизантијски стил и иновативне идеје италијанске ренесансе, дајући настанак Бранковенеског стила. Најдовршенији и најбоље очувани пример архитектуре у стилу Бранковенеска је манастир Хорезу, који је УНЕСКО уврстио на листу светске баштине, где је Бранковеану намеравао да има своју гробницу. Остале зграде које је изградио су комплекс палате Могошоаја, палата Потлоги, манастир Бранковеану. Такви културни подухвати ослањали су се на повећано опорезивање, што је такође било детерминисано растућим фискалним притиском Османлија (што је заузврат додало Бранковеануовој одлучности да ослободи Влашку од турске власти).

## Наслеђе
Бранковеану је оставио секуларној румунској духовности неколико основних књига, штампаних први пут у Влашкој; међу њима су Аристотелова Етика, Цвет дарова и Филозофски примери, при чему је последња два превео и штампао Антим Иверијски. Неорумунски стил је настао из стила манастира, кућа и палата Бранковеануа и постао је, преко Јона Минкуа и његове школе, национални стил у време афирмације културних идентитета народа Европе почетком 20. века.
Архитектонски стил Бранковеану налази се у црквама манастира Хореза, Рамнику Сарат, Доичести и Цркве Новог Светог Ђорђа у Букурешту. Међу секуларним зградама, стил се може наћи у палати Могошоаја и прерађеном Старом двору. Стил Бранковеану је оживљен у ХХ веку у облику стила румунског препорода, који се такође назива "Нео-Бранковенеск".
Универзитет Константин Бранковеану налази се у Питештију, али такође има подружнице у Браили и Рамнику Валчеа.
У јуну 1992. године, Синод Румунске православне цркве декретом је канонизовала војводу Константина Бранковеануа, његове синове Константина, Радуа, Стефана и Матеја и ворника Јаначеа Вачарескуа. Дана 7. марта 2018. године, одлуком Светог Синода Руске православне цркве, ови светитељи су уврштени у календар Руске православне цркве. Румунија је 16. августа 2020. године први пут обележила дан сећања на прогон хришћана у свету. Иако је војвода Константин Бранковеану умро 15. августа, његова смрт је остала упамћена и по томе што је одбио да пређе на ислам.

## Историографија
Интрига која је обележила Константиново успон и владавину огледа се у хроникама тог времена, које су идеолошки подељене: Летопис Кантакузина даје суморни приказ Шербанове владавине, као и Хроника Баленилор; Раду Гречану је званичан извештај о Бранковеануовој владавини, а Раду Попеску је ривал кандидату Кантакузина .
Хисториа Хиероглифика кнеза Димитрија Кантемира је усредсређена на сукоб и одражава Кантемирову преференцију за Константина II Кантакузина, који је такође био у сродству са кнезом Димитријем кроз брак (упркос чињеници да су кнез Димитрије Кантемир и војвода Константин Бранковеану стали на исту страну у сукобу са Портом).
Кратка владавина војводе Стефана Кантакузина довела је до пада Кантакузина; њега и његовог оца погубили су Османлије, који су решење за ризик од влашко-руских савеза видели у наметању ригидног система фанариотске владавине (коју је у Влашкој инаугурисао Никола Маврокордат, који се, кроз своју претходну власт у Молдавији, сматра и првим фанариотом у тој земљи).
Својом смрћу, војвода Константин Бранковеану је постао јунак серије румунских народних балада, као и приказан на неким од званичних румунских кованица. Према Румунској православној цркви, разлог за погубљење њега и његових синова било је њихово одбијање да се одрекну хришћанске вере и пређу на ислам. Црква је 1992. године прогласила њега, његове синове и Јнаха светима и мученицима (Sfinții Martiri Binecredinciosul Voievod Constantin Brâncoveanu, împreună cu fiii săi Constantin, Ștefan, Radu, Matei și sfetnicul Ianache - "The Martyr Saints the Right-Believing). Војвода Константин Бранковеану, заједно са својим синовима Константином, Стефаном, Радуом, Матејем и саветником [Јнаком]"). Њихов празник је 16. август.

## Цитати
- Летопис Кантакузина о односима војводе Константина Бранковеануа са Хабзбурзима и Османлијама на почетку његове владавине (1690. године, током каснијих фаза Великог турског рата):

"Затим је и војвода Костандин [стари превод његовог имена], стигавши у своје седиште у Букурешту, ухвативши вести да су Аустријанци ушли у његову земљу и стигли у Трговиште, одмах напустио своје седиште [...] кренуо према мосту Питариулуи, утаборивши се на речној ливади Платарести, када су исправници напустили Аустрију, када су стигли у Аустрију [...] Букурешт, требало је да им обезбеди сву залиху која им је потребна".
"Затим је [аустријски генерал], пошто је схватио ову [радњу], одмах послао писмо војводи Костандину, позивајући га да се врати у своје седиште и придружи [Аустријанцима] у узнемиравању Турака".
"Онда је војвода Костандин, разумевши ово, чим је могао, позвао митрополита Теодосија, као и све своје ниже и више бојаре, сазвавши велики савет о томе шта је требало учинити, при чему су се неки од бојара енергично показали да се залажу за војводу Костандина одбацивање Турака и његово придруживање Аустријанцима; док је друга гомила бојара, пре свега Костандин [Константин] Кантакузин, који је био велики столник, и Михај Кантакузин, велики шпатар, веровали да ово није добар савет, јер би тамо где би се тако нешто догодило, оближњи Татари [који су били османски савезници] одмах стигли са моћном силом и доказали да Аустрију не би потпомогли. И одмах су се преселили на место и отишли у село Руши, где се налазе кнежевски рибњаци".
"Затим је [аустријски генерал] дошао у Драганешти, позивајући војводу Костандина да напусти Русе и да се састане са њим у Драганештију, показујући се као велики пријатељ према војводи Костандину, молећи га, у доброј намери, да га научи шта треба да уради следеће. И рекао је сву истину о томе како је долазак његових трупа био изазван лажима [високог бојара], и како се [бојар] хвалио да ће, ако [они] уђу у земљу, сви бојари и цела земља одати [им] верност, али да се то у ствари није догодило".
"Тако му је војвода Костандин рекао целу истину о томе како су Татари желели да уђу у његову земљу, и [он] је приредио велики банкет у његову част, а затим се вратио у Букурешт у великом страху. А Татари, свесни аустријског присуства, нису губили време у подизању трупа за султана и послали су гласнике војводи Костандину, рекавши му да ће доћи у земљу да се боре против Аустријанаца".
"Тако се војвода Костандин, када је чуо вест о томе, веома растужио, највише с обзиром на невољу сиромашне земље, и одмах је подигао логор и отишао у Бузау. А када је стигао тамо, послао је своју Госпу и све њене дворске даме у манастир [...], и одјахао је са неколико својих људи у сусрет султану, одајући му велику оданост и приносећи му многе дарове".
"Тада је султан увидео да војвода Костандин није бунтован, већ [његов] поштени слуга, и дао му је гаранцију да његова земља неће бити поробљена, и да ће [Османлије] уместо тога дочекати Аустријанце, који су били њихови непријатељи".

## Породица
Војвода Константин Бранковеану и његова супруга војвоткиња Марица имали су седам ћерки и четири сина. Иако су сви његови синови убијени, многе његове ћерке су имале потомство. Бранковеануов прворођени син, Константин II, такође је имао сина који је преживео изгнанство и постао бан кобиле (најважнија државна функција у политичкој хијерархији Влашке, након владара). Мушка лоза породице Бранковеану угашена је 1832. године, када је Григоре Бранковеану умро без сопствене деце. Ипак, усвојио је рођака (који је такође био потомак војводе Константина I Бранковеануа) и тако пренео породично презиме.
Према генеалошком истраживању, око 250 његових крвних лоза било је живо средином XIX века. Међу њима су Георги Бибеску и Барбу Тирбеј (владари Влашке и Молдавије), познати револуционар Александру Ипсиланти, румунски премијери Барбу Катаргиу, Николае Крекулеску, Ђорђе Ману и Георги Григоре Кантакузин „Набабул“ и историчари Берин Дан и Михнеа.
- Константин II Бранковаену 1683-1714, оженио се 20. јануара 1706. године, Аницом, кћерком Јона Балше, молдавског бојара. Константин II је био први син војводе Константина I, али не и његов први потомак. Имао је једног сина, Константина III, којег су Османлије поштедели: касније се бавио политиком и продужио име породице.
- Стефан Бранковеану 1685-1714, оженио се 27. фебруар 1709. године, Балашом, ћерком Илије Кантакузина. Стефан је био познат по свом постигнутом класичном образовању. Аутор је неколико књига на старогрчком језику. Његова лоза се завршила са ћерком Маријом, која није имала деце.
- Раду Бранковеану, умро 1714. године. Верени са ћерком кнеза Антиоха Кантемира, бившег молдавског владара, али планирани брак није остварен у светлу догађаја из 1714. године.
- Матеј Бранковеану, 1702-1714. године. У време његове смрти имао 11 или 12 година. У неколико мање или више поузданих извештаја о мученицима у августу 1714. године, стоји да се он заложио за свој живот, али га је отац убедио да не мења веру за свој живот. Убијен пред оцем.